# خليفة التكبالي
خليفة التكبالي أديب وقاص ليبي (توفي في 1968). أحد أعضاء مجلس قيادة ثورة الفاتح من سبتمبر[بحاجة لمصدر] ولكنه توفي قبل قيام الثورة.

## نشأته
ولد خليفة في العشرين من مايو سنة 1938، ومات في المستشفى العسكري بطرابلس بعد إجراء عملية  المرارة، حيث لم يضع الطبيب الصيني الجراح له فيها أنبوب الإنعاش، وذلك في التاسع من يونيو سنة 1968، ومن المعروف أنه كان من الواقفين للقذافي بالمرصاد رافضا لمشروع الهيمنة على الضباط الأحرار.. وتشير الوثائق إلى أن المرتبين لصعود القذافي بدأوا العمل سنة 1965.[بحاجة لمصدر]